# Rosario (La Union)
Rosario is een gemeente in de Filipijnse provincie La Union in het noordwesten van het eiland Luzon. Bij de laatste census in 2007 had de gemeente ruim 49 duizend inwoners.

## Geografie

### Bestuurlijke indeling
Rosario is onderverdeeld in de volgende 33 barangays:
| - Alipang - Ambangonan - Amlang - Bacani - Bangar - Bani - Benteng-Sapilang - Cadumanian - Camp One - Carunuan East - Carunuan West | - Casilagan - Cataguingtingan - Concepcion - Damortis - Gumot-Nagcolaran - Inabaan Norte - Inabaan Sur - Nagtagaan - Nangcamotian - Parasapas - Poblacion East | - Poblacion West - Puzon - Rabon - San Jose - Marcos - Subusub - Tabtabungao - Tanglag - Tay-ac - Udiao - Vila |

## Demografie
Rosario had bij de census van 2007 een inwoneraantal van 49.025 mensen. Dit zijn 5.528 mensen (12,7%) meer dan bij de vorige census van 2000. De gemiddelde jaarlijkse groei komt daarmee uit op 1,66%, hetgeen lager is dan het landelijk jaarlijks gemiddelde over deze periode (2,04%).